# Centro histórico de Puebla
El Centro histórico de Puebla o Zona de Monumentos Históricos de Puebla es un polígono de 8.5 km que se considera origen de la capital poblana. Dicho centro fue declarado zona de Monumentos Históricos en 1977 por decreto presidencial, para después ser declarado Patrimonio de la Humanidad por la Unesco el 11 de diciembre de 1987.
Se encuentra en la ciudad de Puebla de Zaragoza, ubicada al pie del volcán Popocatépetl y fundada en 1531. Entre sus numerosos inmuebles, destacan algunos que lucen en su fachada una armoniosa combinación de ladrillos con azulejos y relieves artísticos en argamasa blanca. La preservación de este patrimonio urbano-arquitectónico fue la razón por la que el centro histórico de Puebla ingresó en la Lista del Patrimonio de la Humanidad.
El centro histórico aún conserva mucha arquitectura colonial novohispana. Varios de los edificios más antiguos fueron gravemente dañados tras el terremoto de 1999, y posteriormente reparados; sin embargo, algunos de ellos volvieron a sufrir daños durante el terremoto de 2017.
De todos los edificios coloniales, el más impresionante es la Catedral de Puebla, construida en un estilo neoclásico. La Capilla del Rosario, en la iglesia de Santo Domingo, es un ejemplo del barroco dramático mexicano. Otros lugares importantes son El Barrio del Artista, donde se producen las artes locales, y el Centro y el Zócalo, donde se encuentran la Catedral de Puebla y el Palacio Municipal.
El centro histórico poblano también posee 2619 monumentos históricos registrados en 391 manzanas; de ellos, 57,3 % está conformado por oficinas, residencias que datan del siglo XIX; los inmuebles de las centurias XVI, XVII y XVIII representan respectivamente 1,1 %, 23,4 % y 18,2 %.
Esto quiere decir que podemos seguir disfrutando ampliamente de este valioso patrimonio arquitectónico, conservado por más de cuatro siglos, y que le ha merecido a Puebla ser nombrada  Relicario de América un.

## Zona de Monumentos

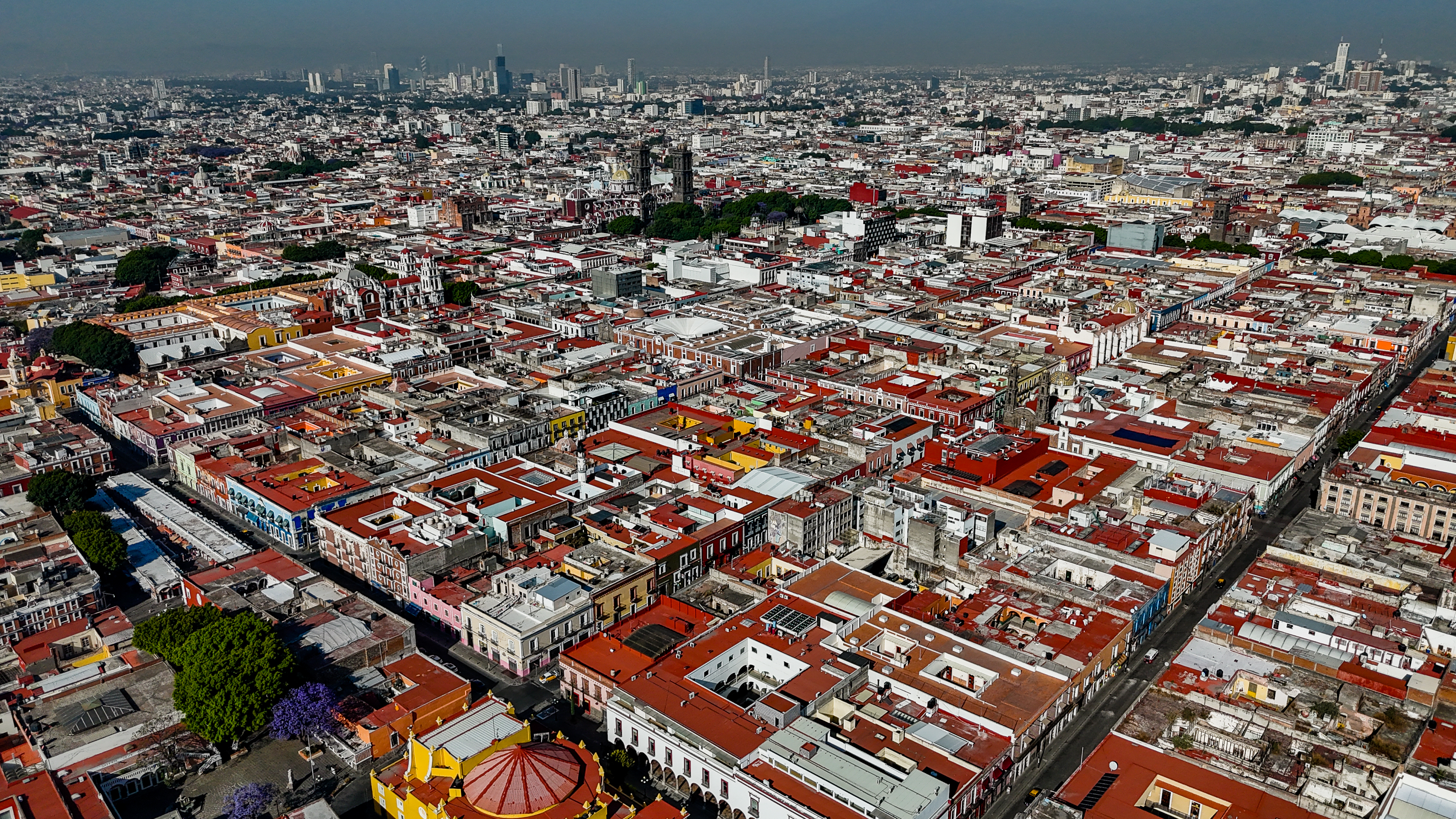
Centro de Puebla desde el aire.

### Decreto federal
La zona de monumentos históricos materia de este Decreto comprende un área de 6,99 kilómetros cuadrados. Consta de 391 manzanas en la que existen 2.619 edificios con valor histórico construidos entre los siglos XVI y XIX, de los cuales 61 fueron destinados, en alguna época, al culto religioso. Entre ellos pueden señalarse los conjuntos conventuales de San Francisco, Santo Domingo, San Agustín, El Carmen, Santa Bárbara, San Antonio y de la Compañía de Jesús, los conventos de Monjas de Santa Teresa, Santa Clara, La Santísima Trinidad, Santa Rosa, Santa Inés y Santa Mónica, los templos de Guadalupe, de San Pablo, de San José, de San Marcos, del Santo Ángel de Analco, de la Luz y de la Santa Cruz.
Entre las referidas edificaciones, 71 inmuebles han sido destinados a fines educativos y servicios asistenciales, así como para el uso de autoridades civiles y militares, y entre ellos pueden señalarse los hospitales de San Pedro, de Belén, de San Roque, de San Juan de Letrán, de San José, los Colegios de San Ildefonso y de San Jerónimo, la Escuela Normal de Profesoras, el Conservatorio del Estado, las estaciones de Ferrocarriles, la Penitenciaría, la Cárcel de San Juan de Dios, el Mercado de la Victoria y los Fuertes de Loreto y Guadalupe.
Los 2.487 edificios restantes son inmuebles civiles de uso particular en los que se combina la influencia mudéjar con las formas renacentistas en diversos elementos arquitectónicos. En la época barroca surgieron manifestaciones de gran personalidad, especialmente en los revestimientos de los edificios y en detalles ornamentales que definen un verdadero estilo regional. Estas modalidades se manifiestan hasta finales del siglo XIX, con la integración de elementos barrocos y neoclásicos a expresiones de estilo romántico y ecléctico de la época porfiriana, aun cuando en muchos casos sólo se recubrieron o adaptaron las estructuras arquitectónicas coloniales.

### Decreto estatal
El ejecutivo del Estado de Puebla declara la "Zona Típica Monumental" 

## Arquitectura representativa

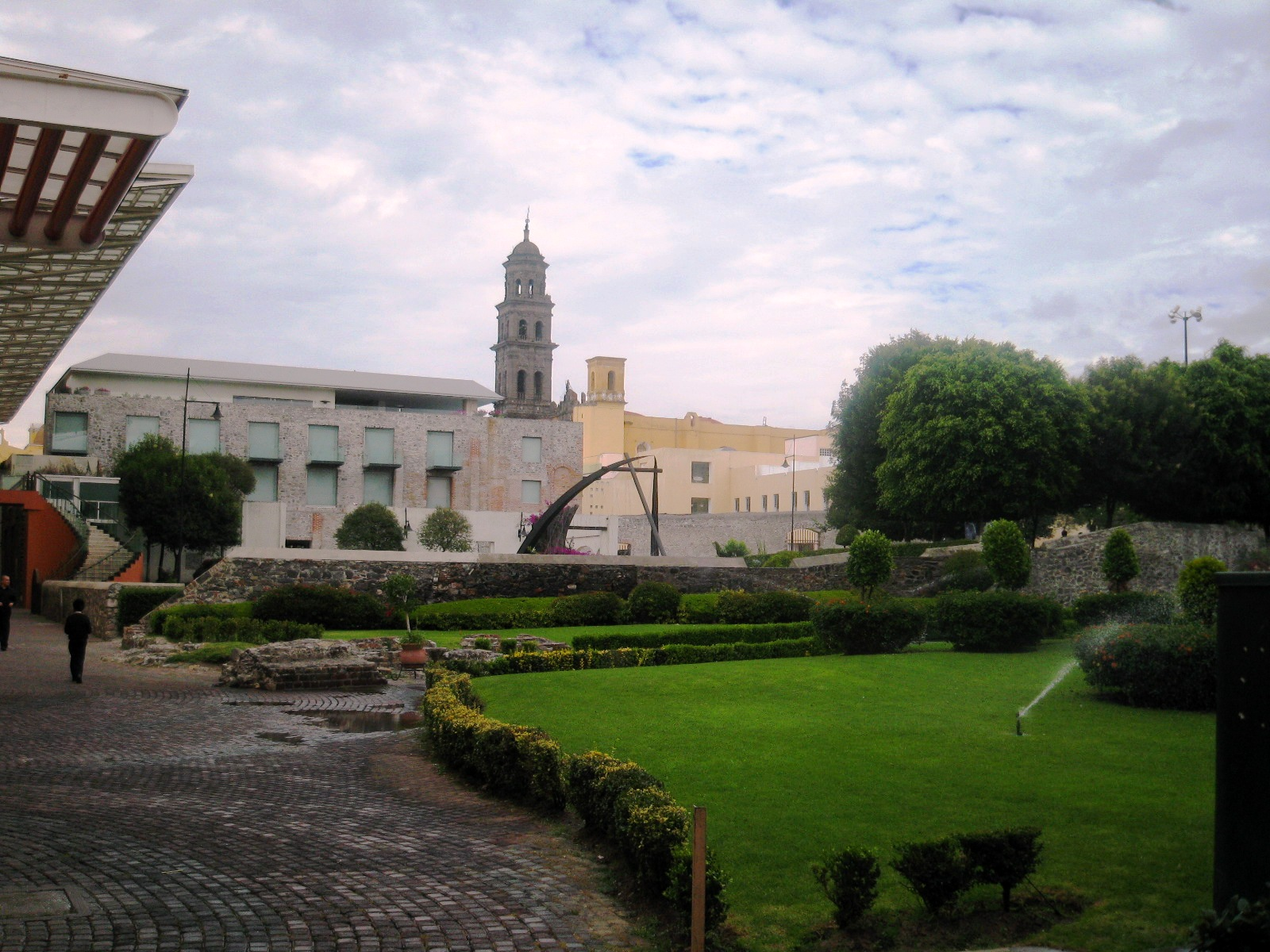
Paseo San Francisco

Lista de los edificios más representativos tanto religiosos como civiles de las distintas etapas históricas de la arquitectura virreinal, del México independiente y previo a la Revolución Mexicana que pertenecen al cuadro del Centro Histórico de Puebla:

### Edificios civiles
- Antigua Tocinería
- Casa de la China Poblana
- Casa de las cabecitas
- Casa de los Infantes
- Casa de Velázco
- Casa del Presidio
- Casa del que mató al animal
- Casa Sola
- Casa del Dr. Francisco Marín o de Mechor de Covarrubias
- Ex Convento de la limpia Concepción (Hotel camino Real)
- Mesón del Cristo
- Profética Casa de la Lectura
- Casa del Mendrugo

### Edificios públicos
- Antigua Casa de la Maternidad Haro y Tamariz
- Antiguo Estanque de Pescaditos
- Biblioteca Palafoxiana
- Casa Aguayo
- Casa Agustín Arrieta
- Casa Amarilla (Puebla)
- Casa de la Palma
- Casa de la Reina
- Casa de las Bóvedas
- Casa de los Arcos
- Casa de los Cañones, Edificio Arronte
- Casa del Alguacil Mayor
- Casa de Notarios del Estado de Puebla
- Casa del Marqués
- Casa del Portalillo del Alto
- Casa Munuera
- Casa Presno (Puebla)
- Casa Raboso
- Casa del Obraje de Puig
- Conservatorio de Música del Estado de Puebla
- Edificio de Protocolos
- Edificio Sor Juana Inés de la Cruz
- Edificio Carolino
- Edificio del Congreso del Estado de Puebla
- Ex Claustro del Convento de San Francisco
- Ex Colegio de San Francisco Javier
- Ex Colegio de San Ignacio
- Ex Colegio de San Ildefonso
- Ex Colegio de San Juan
- Ex Colegio de San Pantaleón
- Ex Colegio de San Pedro
- Ex Colegio Eximio de San Pedro
- Ex Colegio Seminario de San Jerónimo
- Ex Hospital y Colegio de Niños Expósitos de San Cristóbal
- Ex Palacio Episcopal
- Lavaderos de Almoloya
- Mercado La Victoria
- Casa de Alfeñique
- Casa del Deán
- Museo José Luis Bello y Zetina
- Museo Amparo
- Museo de Arte Religioso del Ex Convento de Santa Mónica
- San Pedro Museo de Arte (antes Real Hospital de San Pedro)
- Museo de la No Intervención, Fuertes de Loreto y Guadalupe
- Museo de la Revolución Mexicana, Casa de Aquiles Serdán
- Museo Ex Convento de Santa Rosa
- Museo Nacional de los Ferrocarriles Mexicanos
- Museo Regional
- Museo Universitario, Casa del Conde de Castelo o Casa de los muñecos
- Palacio Municipal
- Patio de los Azulejos antigua Casa de Ejercicios
- Teatro Principal

Edificios civiles de Puebla
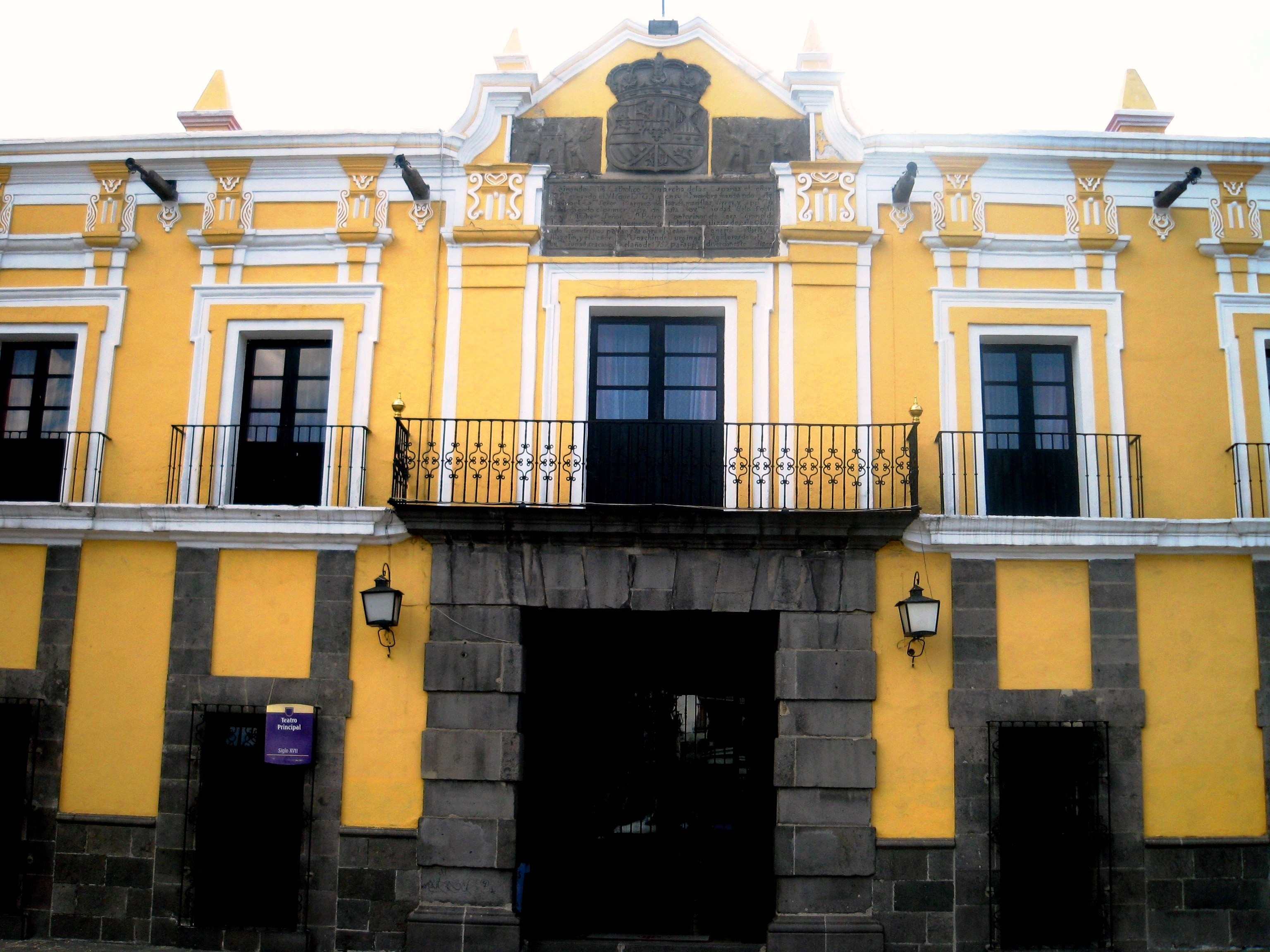
Teatro Principal
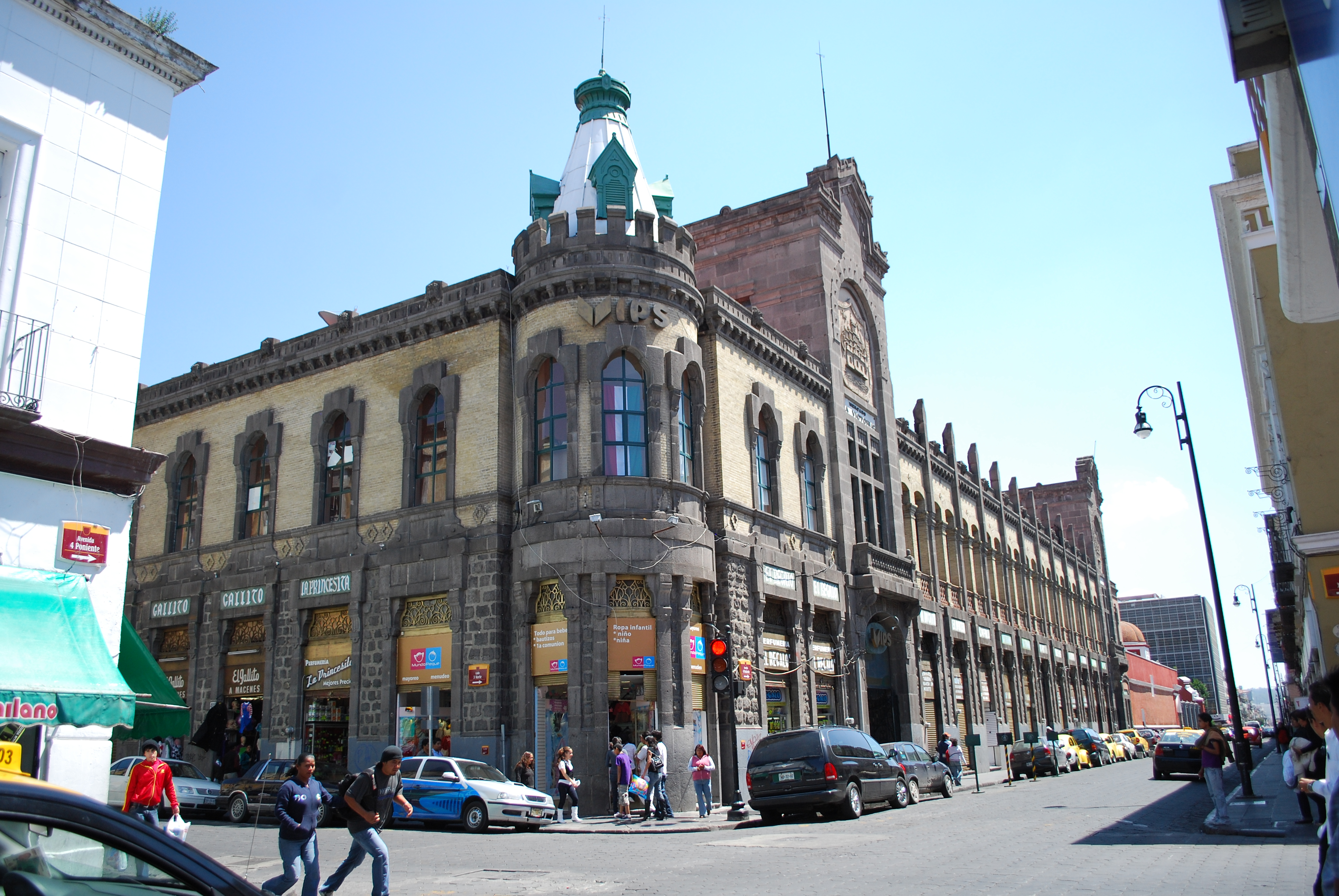
Mercado La Victoria
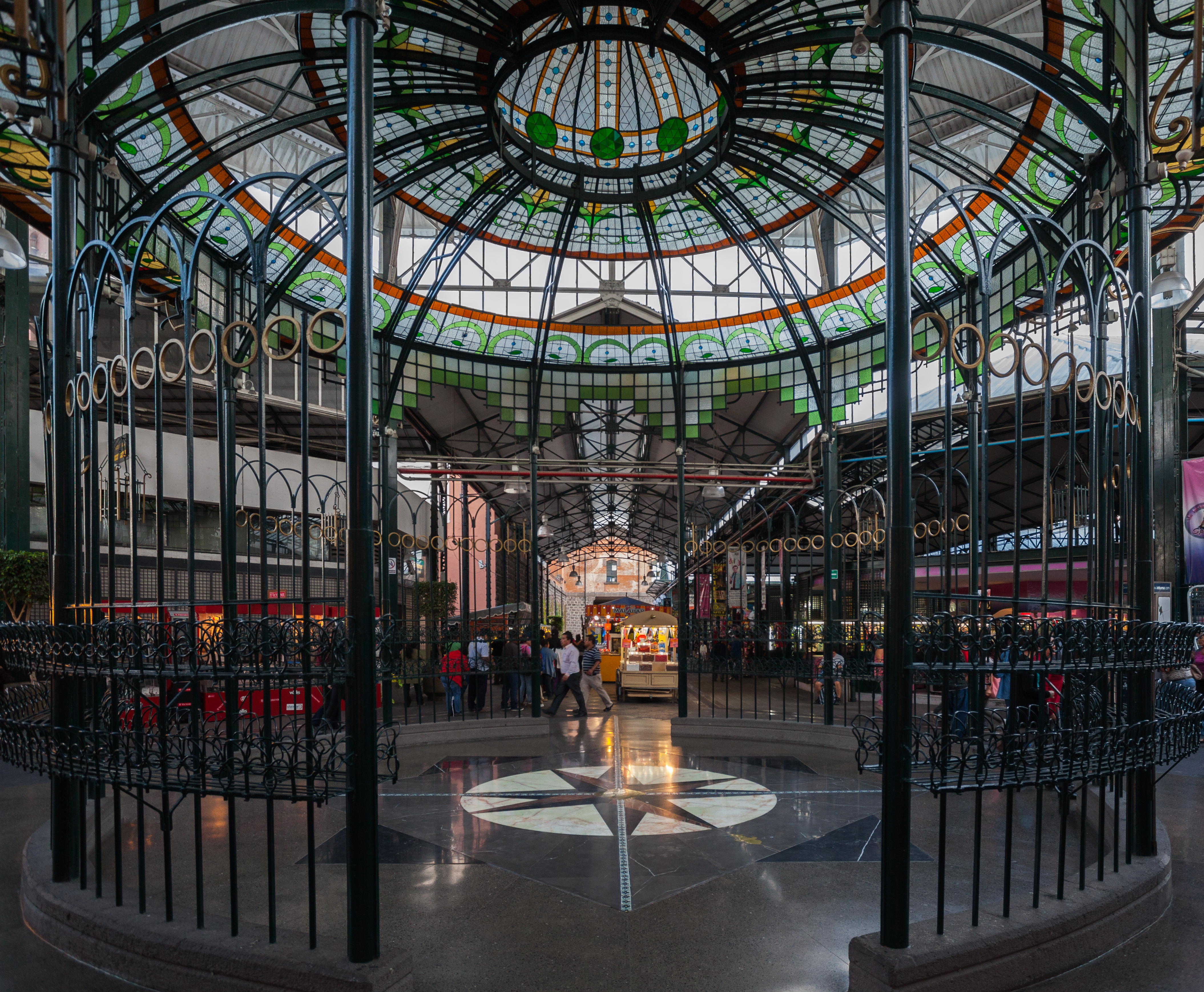
Interior del mercado La Victoria
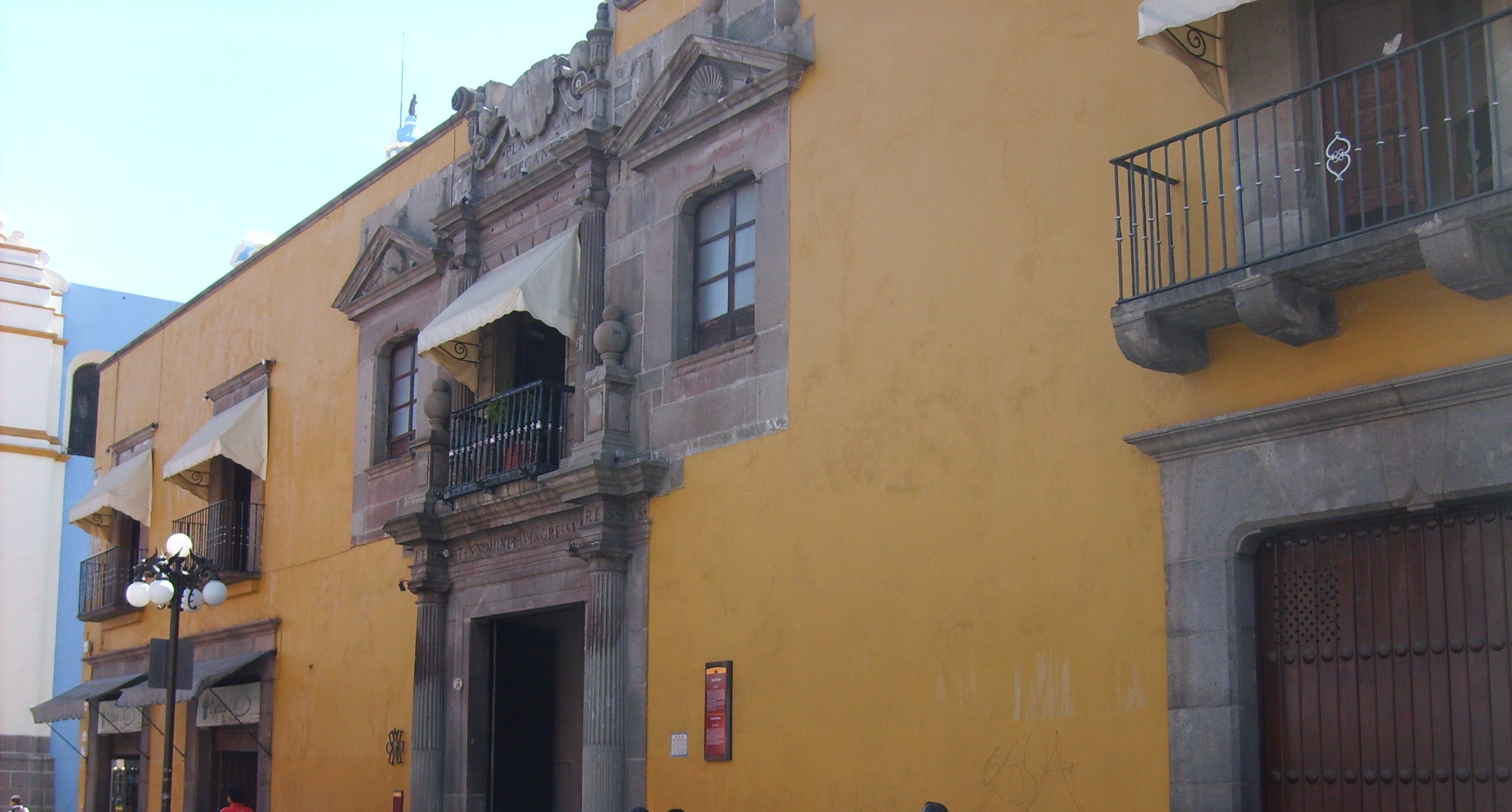
Museo Casa del Dean.
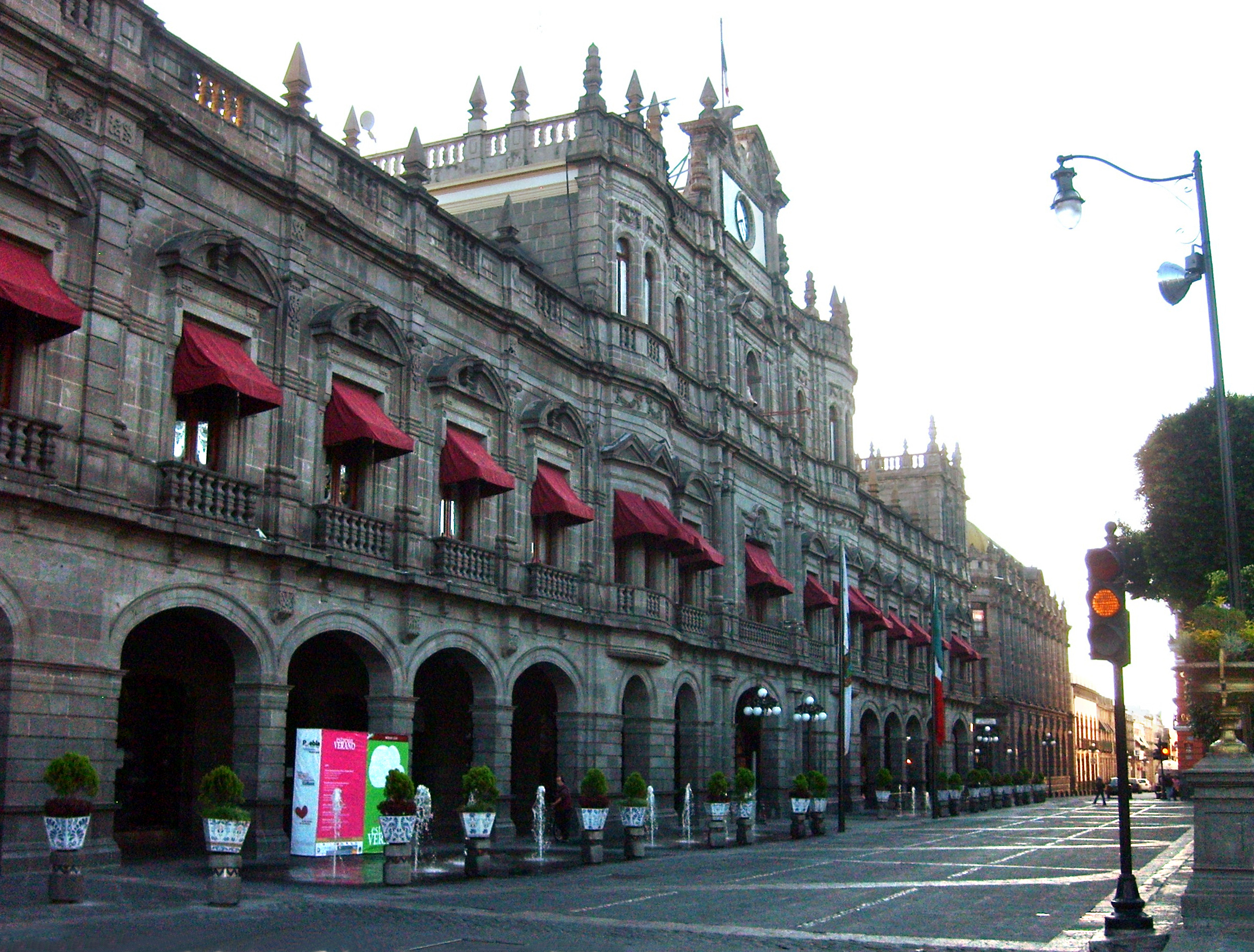
Palacio Municipal

Casas de Puebla
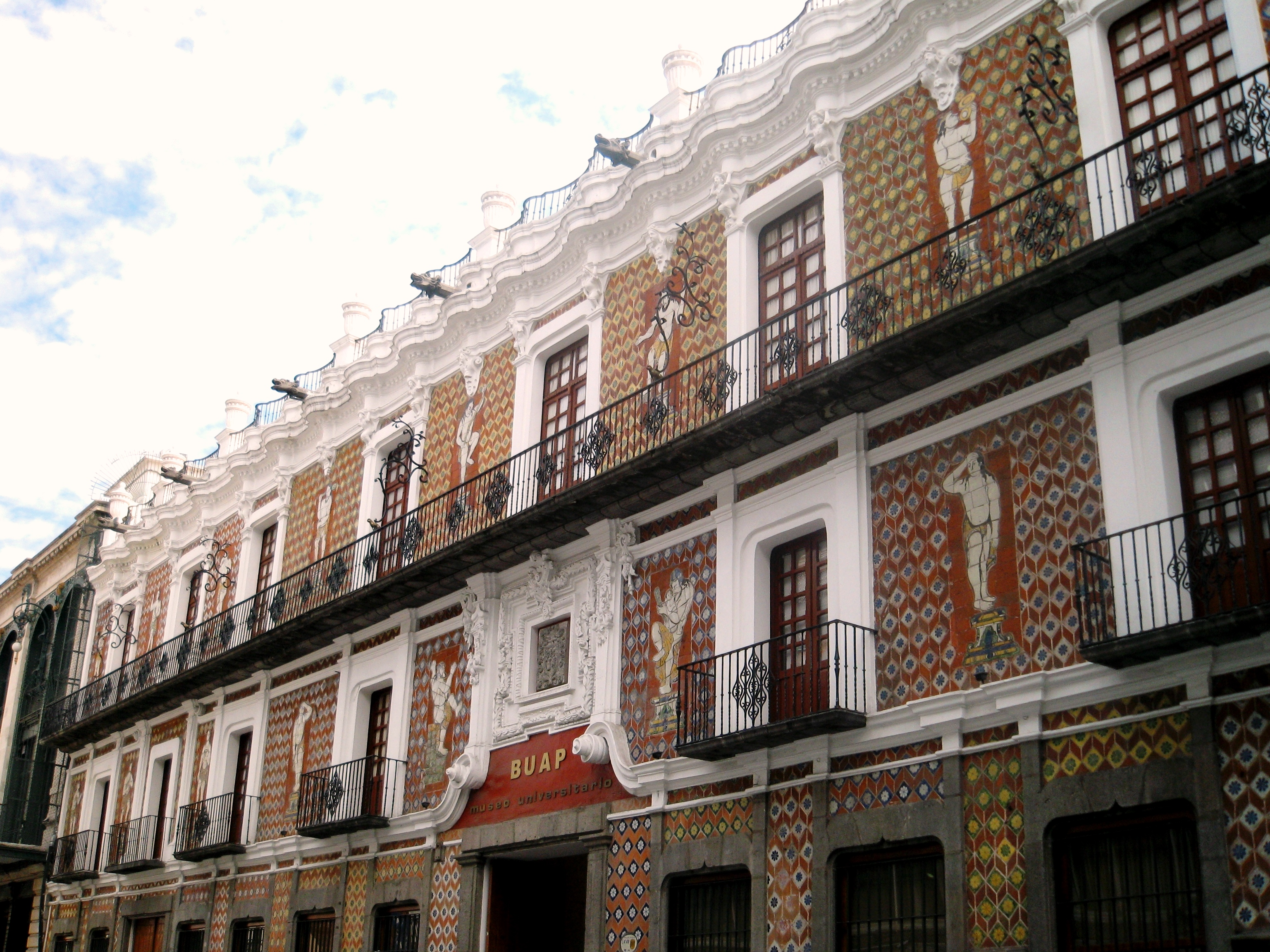
Casa de los Muñecos
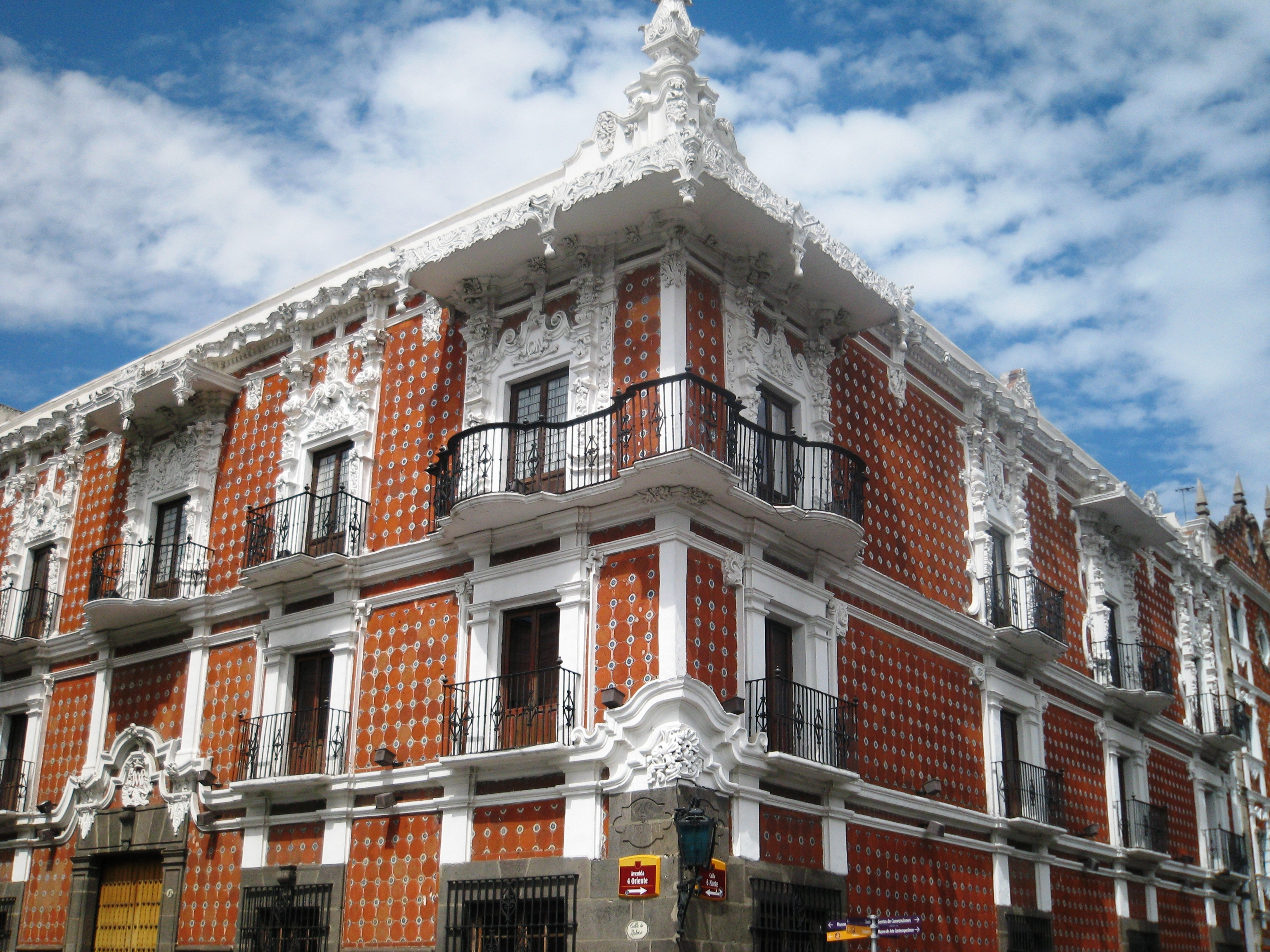
Casa de Alfeñique
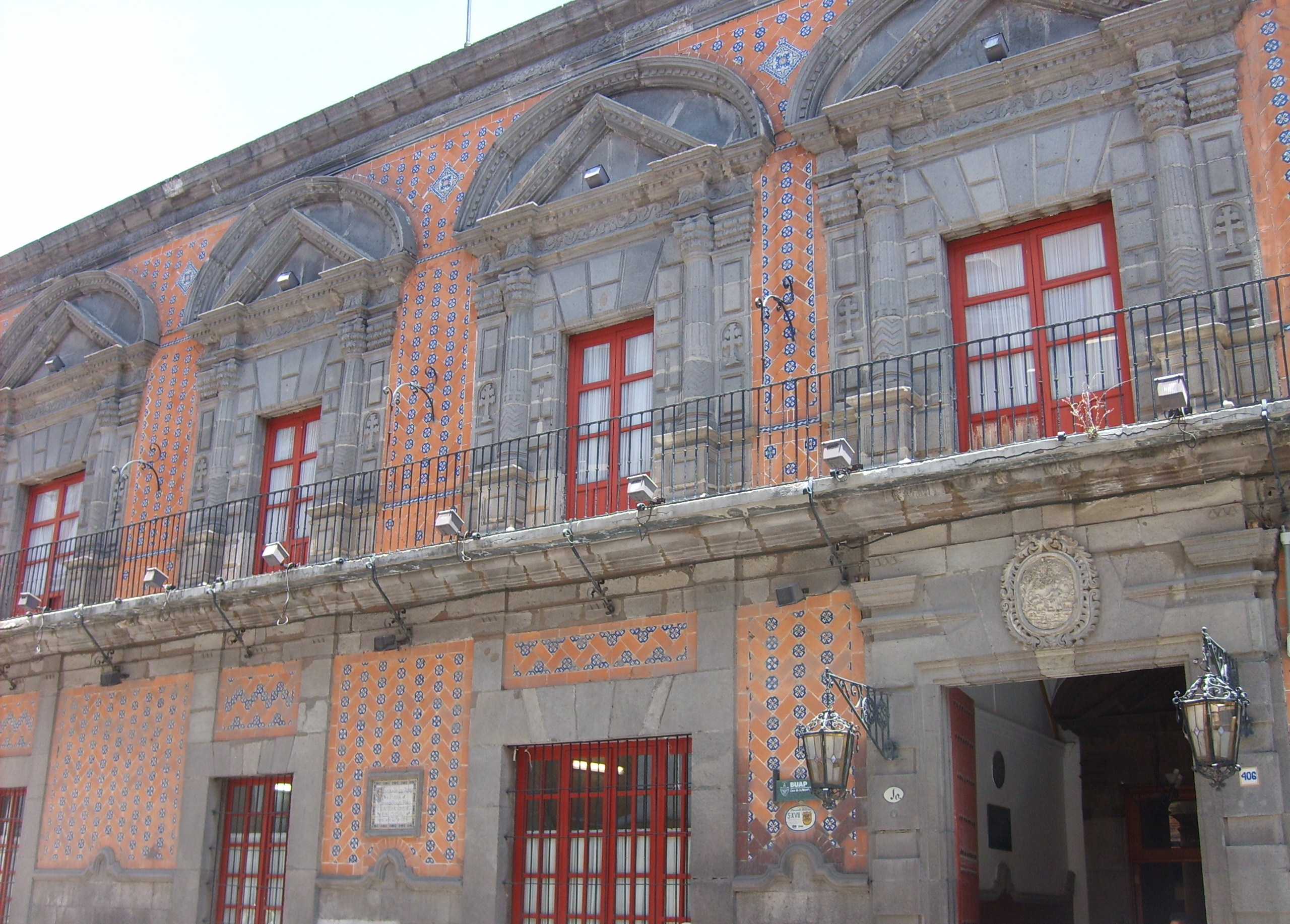
Casa de las Bóvedas
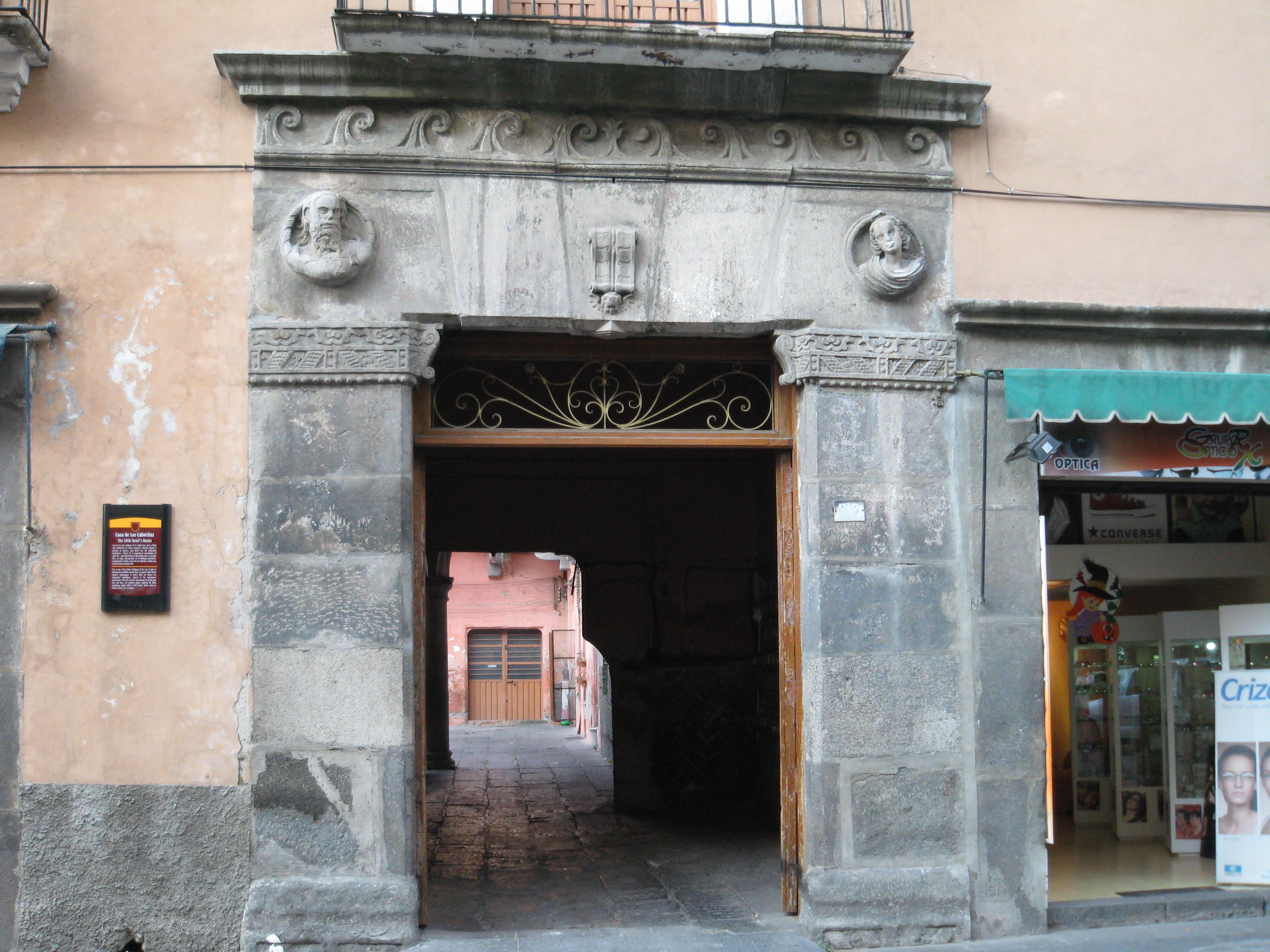
Casa de las Cabecitas
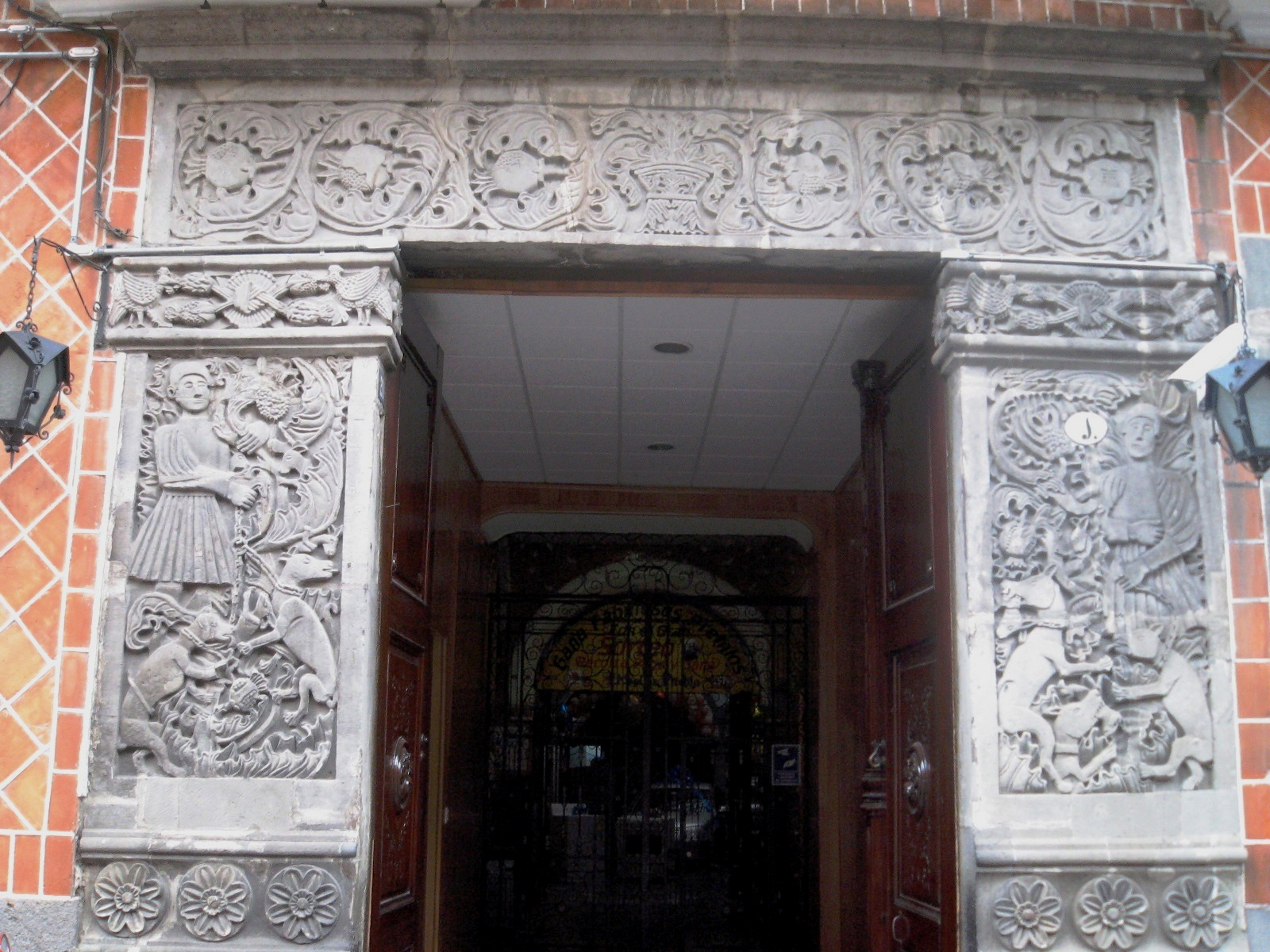
Casa del que mató al animal
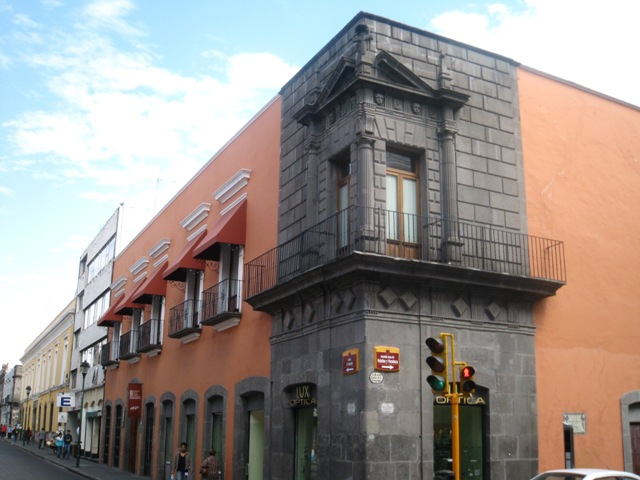
Casa de la China Poblana

#### Patrimonio histórico rescatado por la BUAP
La Benemérita Universidad Autónoma de Puebla a lo largo de más de 4 décadas  ha realizado esfuerzos para preservar inmuebles que integran la riqueza del patrimonio del centro histórico de Puebla. Desde los primeros años de los setenta y hasta el 2002 la Universidad  tenía 23 edificios en el centro histórico y para el año de 2013 ya tenía 34. Muchos estaban en ruinas cuando los adquirió y actualmente los utiliza para sus escuelas y oficinas administrativas.

### Edificios religiosos
- Basílica Catedral de Puebla
- Capilla del Rosario
- Capilla de San Ildefonso
- Capilla del Sagrario Metropolitano
- Convento de Santo Domingo de Guzmán
- Templo de Nuestra Señora de la Merced
- Parroquia de San José
- Parroquia de San Marcos
- Santuario de Guadalupe
- Templo Conventual de Nuestra Señora del Carmen
- Templo Conventual de San Agustín
- Templo Conventual de San Francisco
- Templo de la Limpia Concepción
- Parroquia de la Santa Cruz
- Templo de Nuestra Señora de la Soledad
- Templo de San Cristóbal
- Templo del Convento de la Santísima Trinidad
- Templo del Espíritu Santo La Compañía
- Templo del Convento de Santa Rosa de Lima
- Templo del Oratorio de San Felipe Neri La Concordia
- Templo del Santo Ángel Custodio de Analco
- Templo y Convento de Santa Catalina de Siena

Edificios religiosos de Puebla
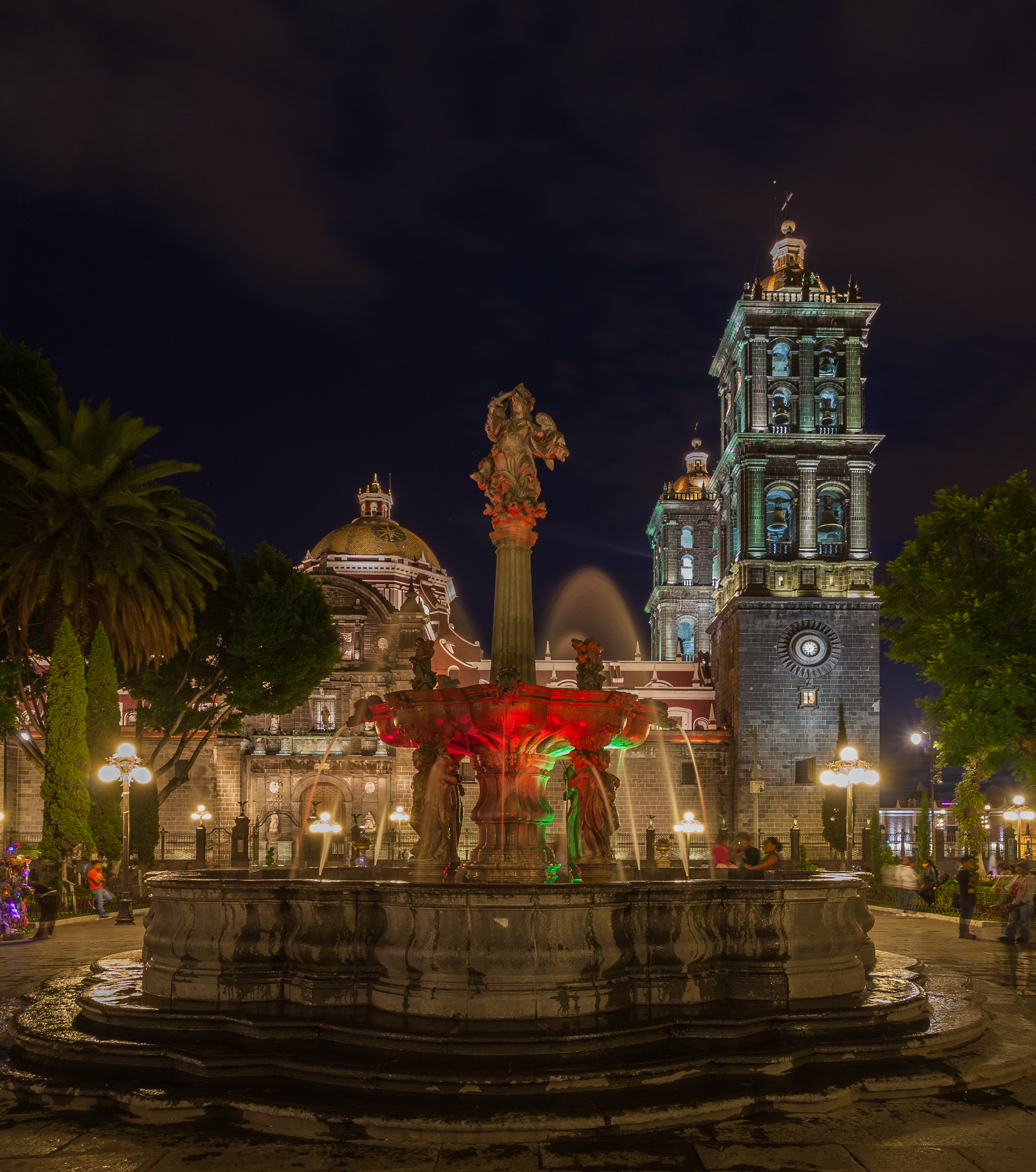
Basílica Catedral
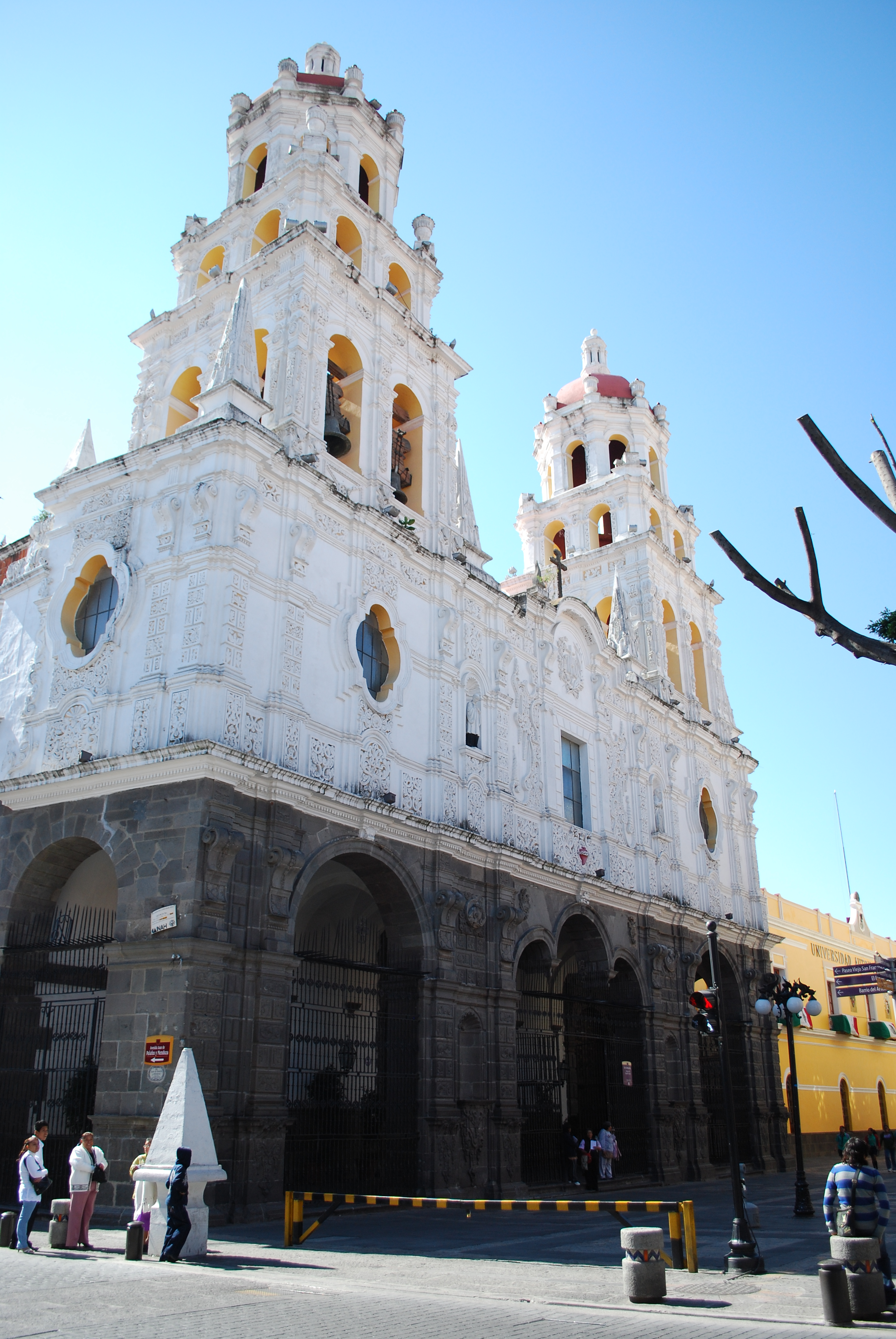
Templo de La Compañía
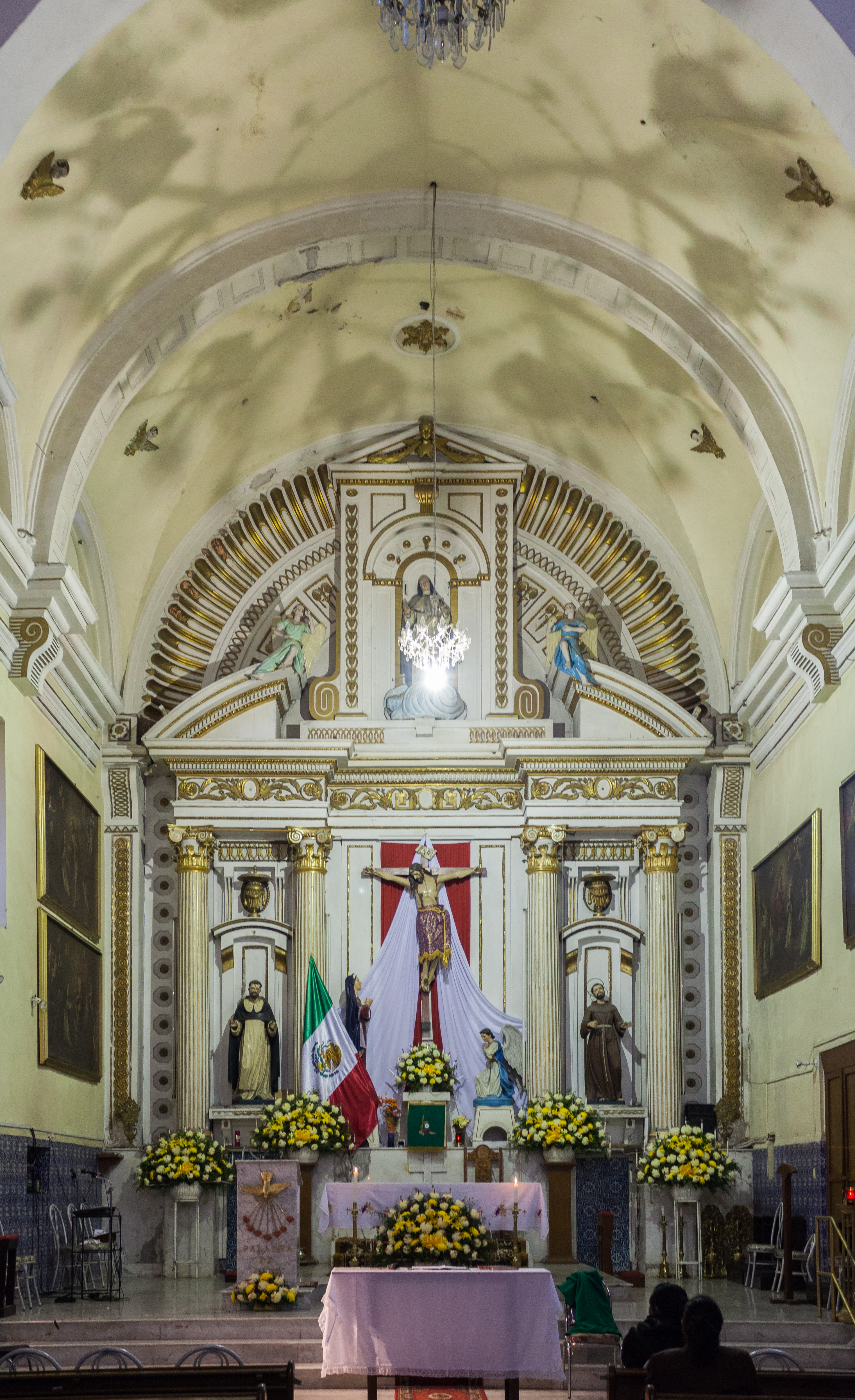
Santa Catalina de Siena
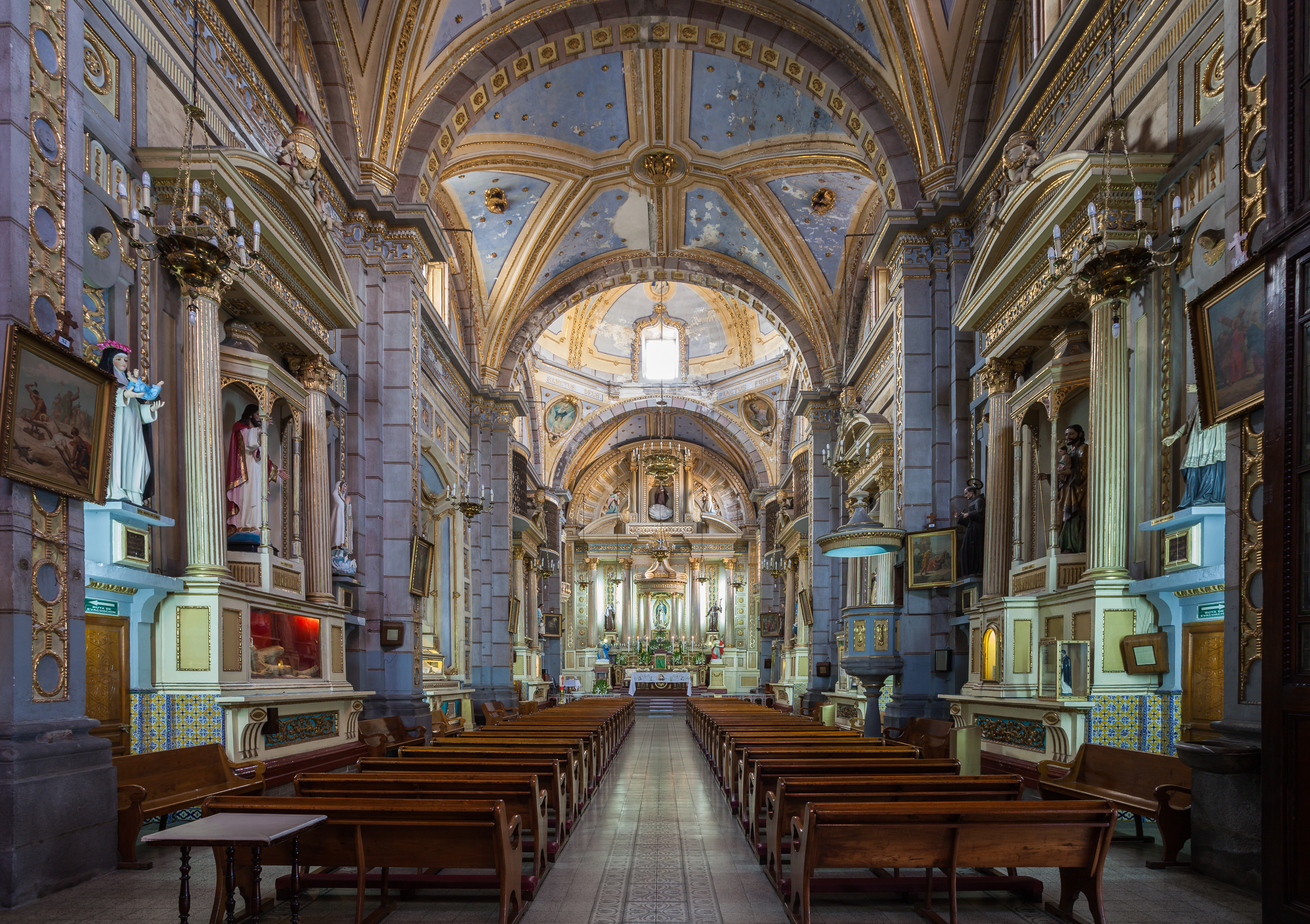
Santa Clara de Asís
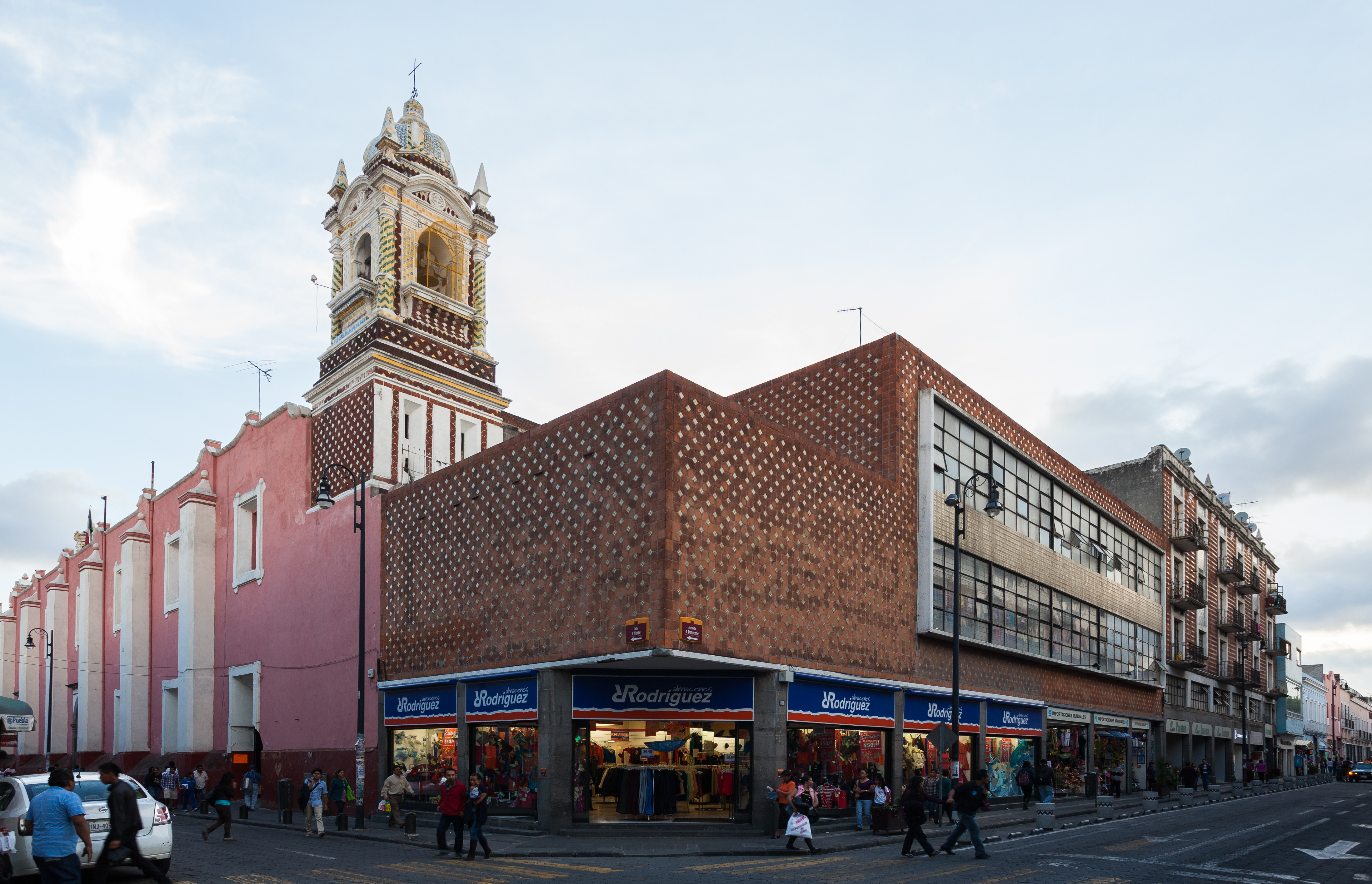
Santa Catalina
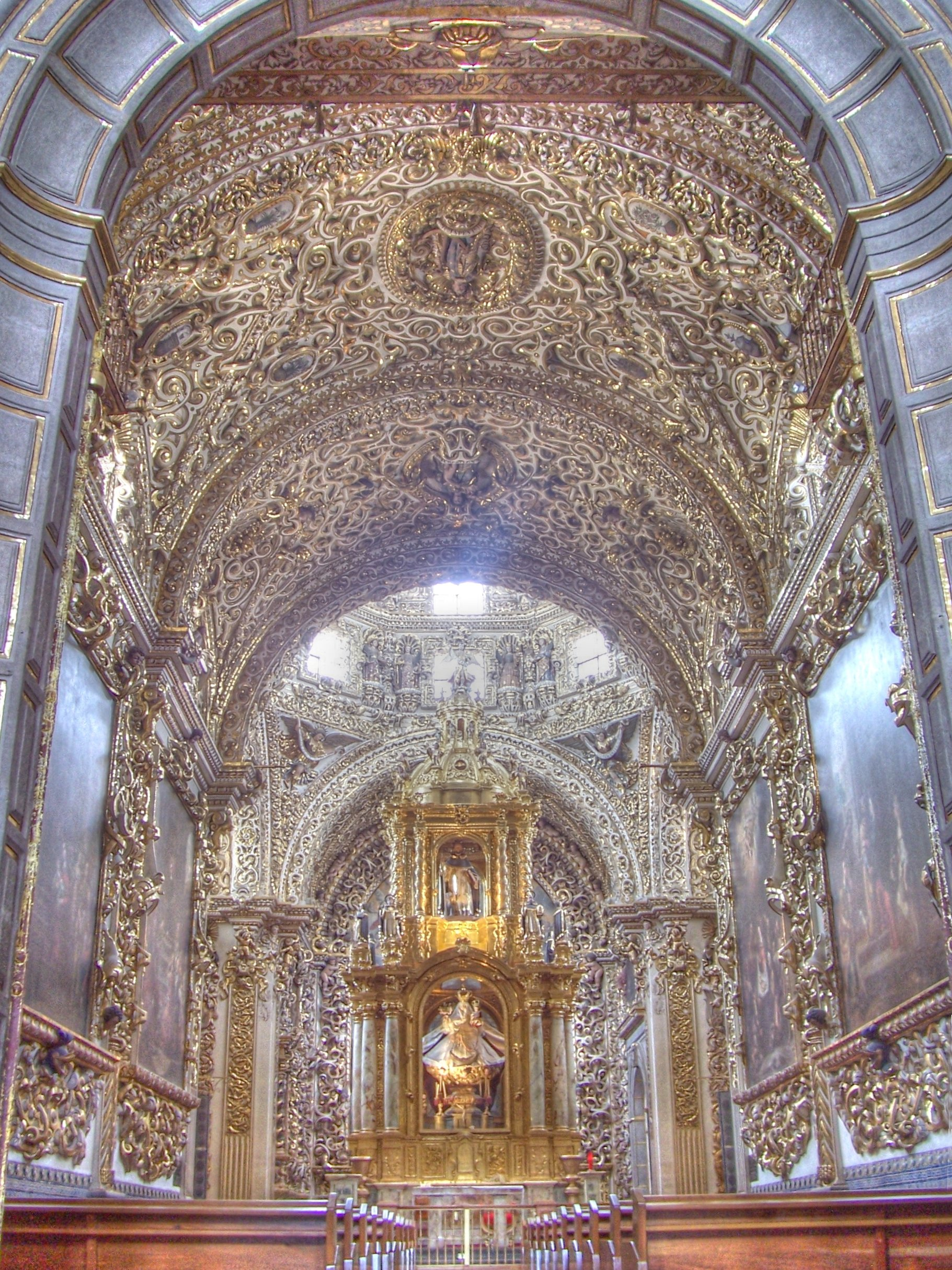
Capilla del Rosario
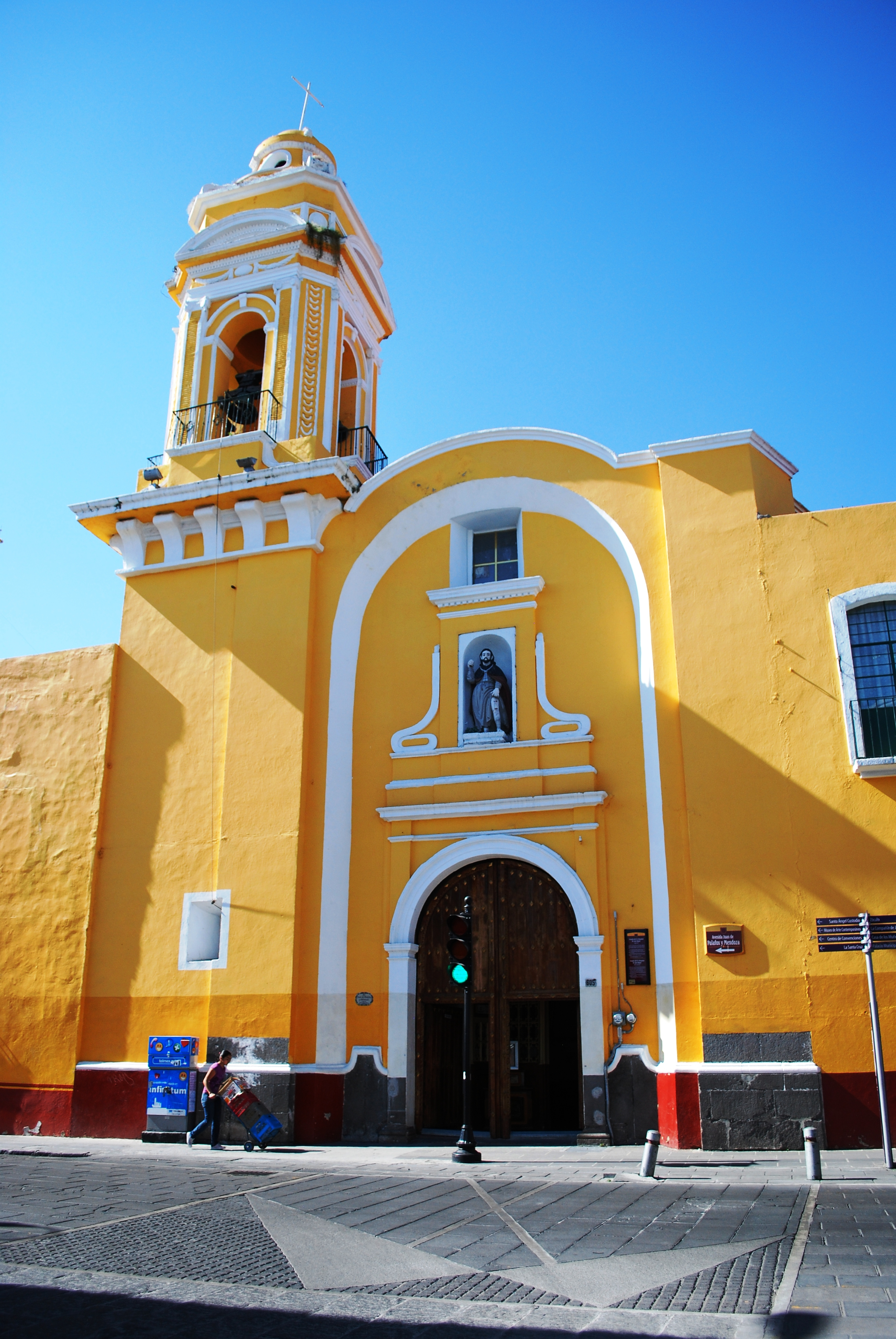
Iglesia del Hospital
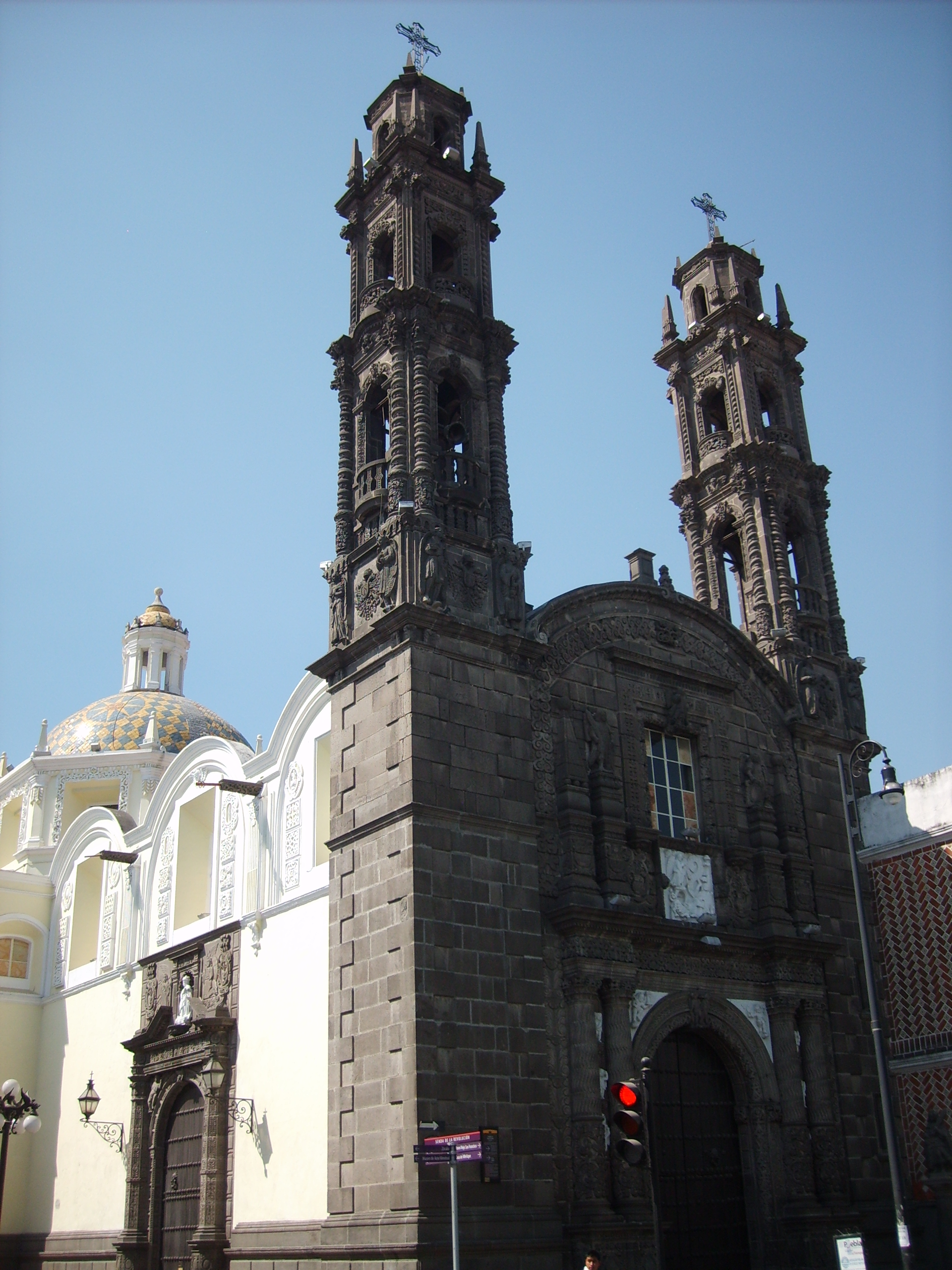
Templo de San Cristóbal
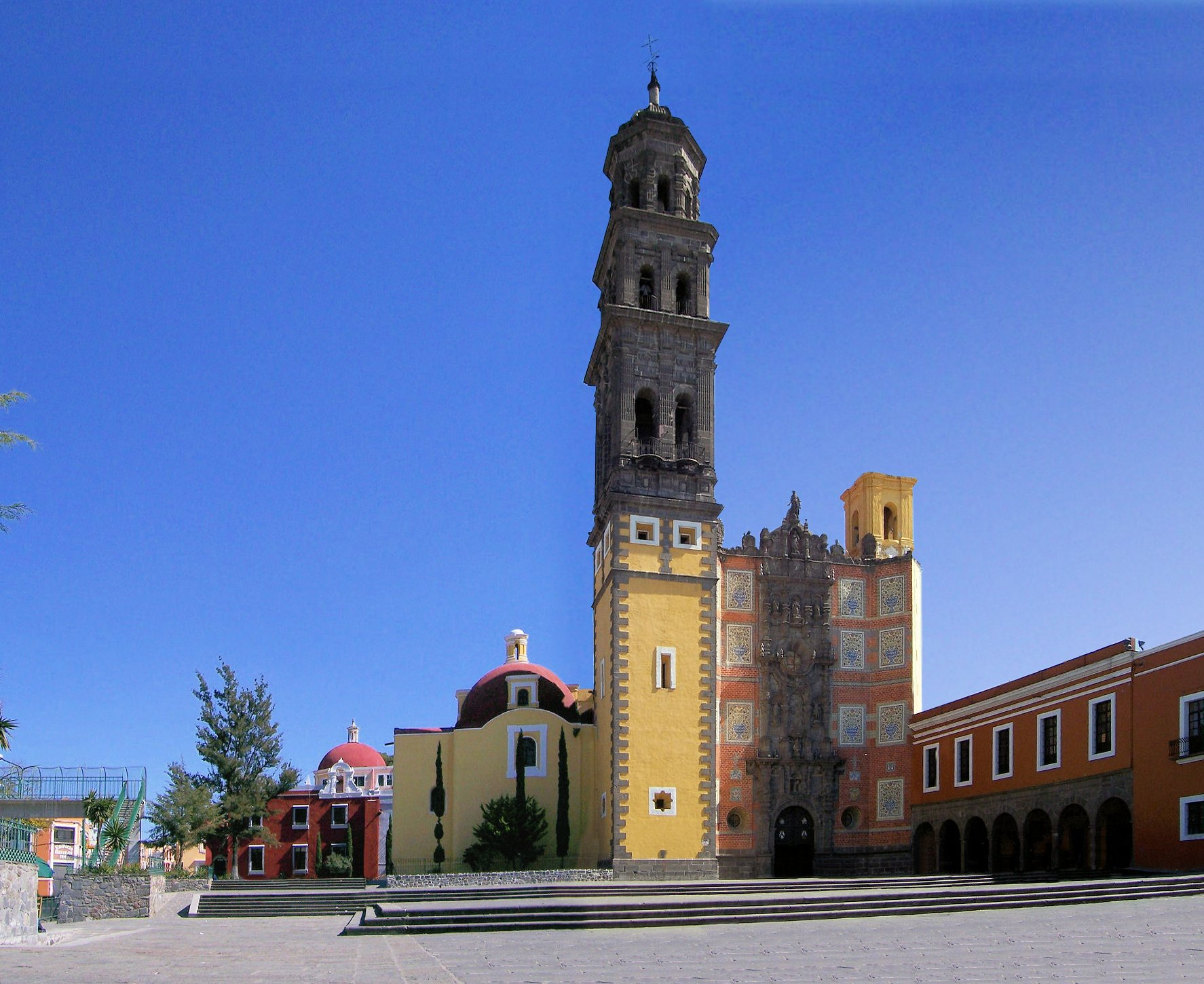
Templo Conventual de San Francisco
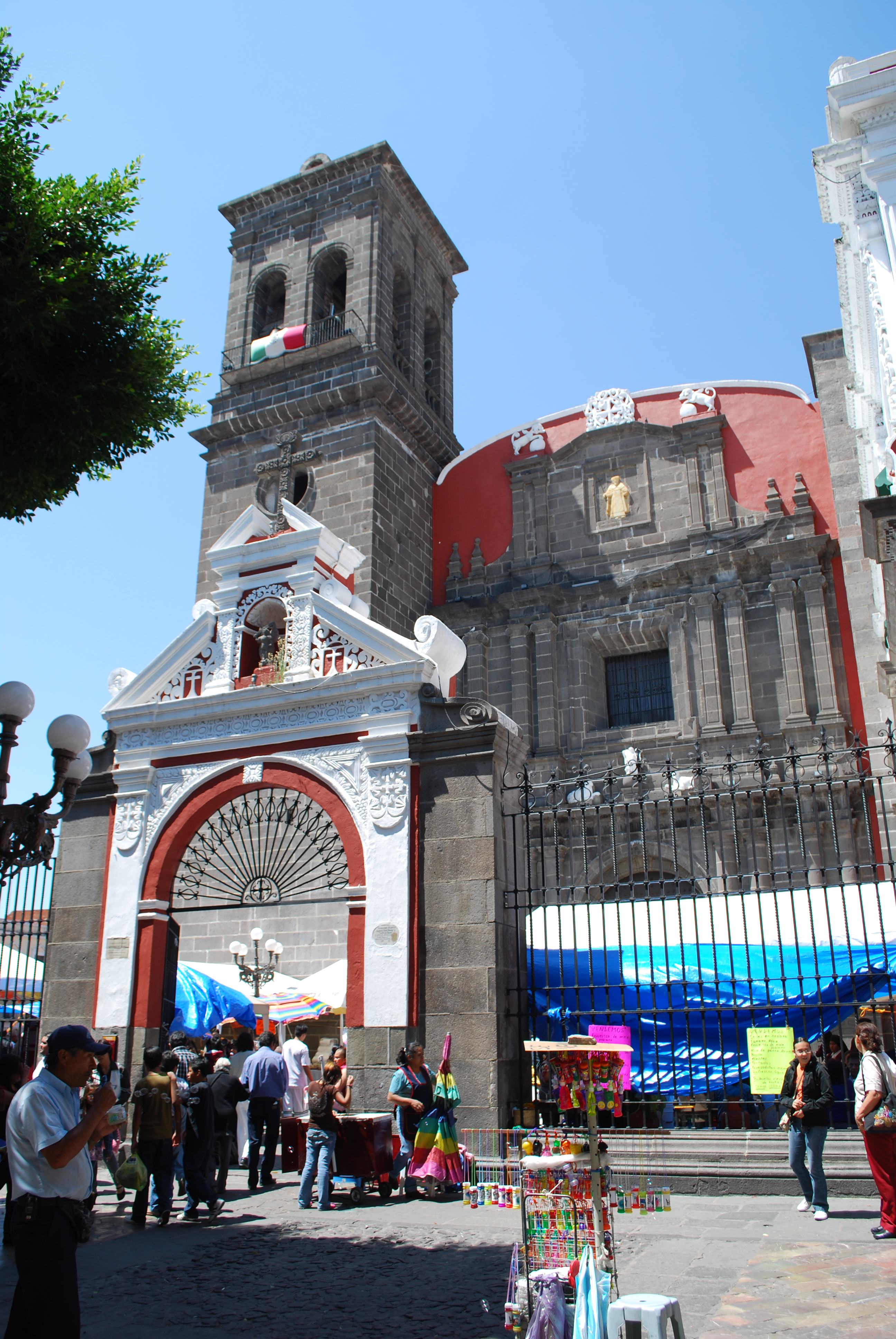
Convento de Santo Domingo